# Bonnington Range
Bonnington Range är en bergskedja i provinsen British Columbia i Kanada. Den är en del av Selkirk Mountains. Bergen begränsas av Columbiafloden och Kootenay River i väster, Pend-d'Oreille River i söder, samt av Salmo River och Cottonwood Creek i öster.